# Today (The Cats)
Today is een nummer van The Cats dat in 1969 werd uitgebracht op de B-kant van Scarlet ribbons. Van sommige versies wordt de titel ook wel geschreven als To-Day.
Het is de eerste compositie op een plaat van The Cats die werd geschreven door drummer Theo Klouwer. Hij schreef het samen met platenproducer John Möring die werkzaam was voor hun platenlabel Bovema. Bij elkaar verschenen er drie nummers van Klouwer en in 1983 nogmaals een nummer, Silent breeze, dat door vrijwel de hele band was gemaakt. Alle vier nummers verschenen op een single (in alle gevallen op de B-kant).
Het nummer verscheen ook op de elpee Colour us gold die naar verwachting een gouden plaat is geworden. Verder kwam het op een vijftal verzamelalbums terug.
Net als al het werk van The Cats in deze jaren, was het arrangement van Wim Jongbloed en de productie van Klaas Leyen. De samenzang van The Cats en de begeleiding door een orkest geeft de ballad de typische palingsound waar de band bekend mee geworden is.